# Hakkaku Daichi
Daichi Hakkaku (sinh ngày 15 tháng 4 năm 1992) là một cầu thủ bóng đá người Nhật Bản.

## Sự nghiệp câu lạc bộ
Daichi Hakkaku đã từng chơi cho Thespakusatsu Gunma và Grulla Morioka.